# Vaitupu
Pour le village de Wallis-et-Futuna, voir Vaitupu (Wallis-et-Futuna)
Vaitupu est un atoll des Tuvalu, un État-archipel d'Océanie.

## Géographie
Vaitupu est situé dans le centre des Tuvalu, au nord de Nukufetau et de Funafuti et à l'est de Nui. L'atoll est composé de huit petits îlots et d'une île, Vaitupu elle-même, qui regroupe la majorité des terres émergées de l'atoll. Cette île de Vaitupu est de forme allongée ; elle comporte un lagon en son centre relié à la pleine mer par une série de passes au nord-est. Les autres îlots se trouvent sur le récif corallien de l'Est de l'atoll, là où il est le plus développé.
La majorité des 1 591 habitants de l'atoll vivent dans le village d'Asau qui se trouve dans le Sud-Ouest de Vaitupu, à l'endroit le plus étroit entre le lagon au nord-est et l'océan Pacifique au sud-est. Ce village est organisé selon un plan en damier et comporte le seul port de l'atoll. Il est relié à un autre village à l'est où se trouve la seule école secondaire des Tuvalu, Motufoua, où étudient environ 600 élèves.

## Histoire

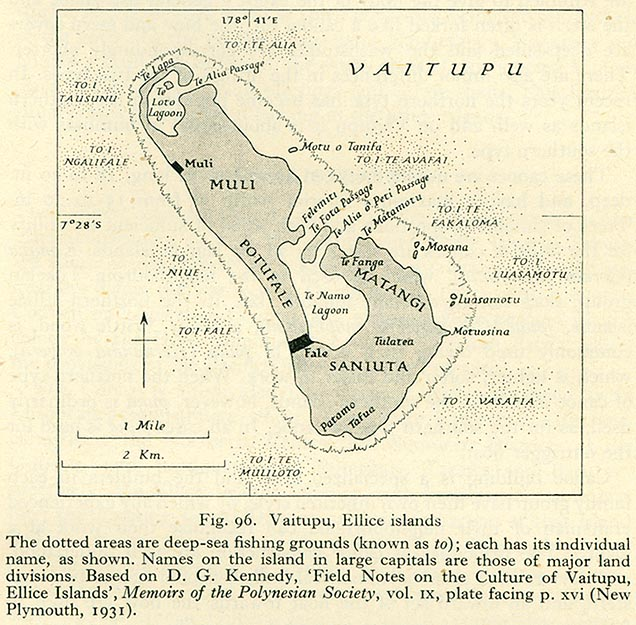
Carte de Vaitupu datant des années 1940.

La date de la première occupation humaine de Vaitupu reste inconnue. Selon la Littérature orale polynésienne, le fondateur de la communauté de Vaitupu serait un Samoan du nom de Telematua qui serait arrivé sur l'atoll au XVIe ou au XVIIe siècle. Cependant, des Tongiens s'y seraient installés dès le XIIIe siècle. L'atoll a aussi été peuplé par des Gilbertins.
Selon la tradition orale wallisienne, le roi Tuiuvea aurait voyagé à Vaitupu au XVIIe siècle et y aurait rapporté des porcs à Wallis. Le village de Vaitupu a été nommé en référence à l'atoll tuvaluan. La tradition orale wallisienne rapporte également un voyage de Vaitupu à Wallis, et on retrouve le même conte du rat et du poulpe à Wallis comme à Vaitupu.
À partir de 1860, des pasteurs samoans arrivent à Vaitupu, y introduisant le samoan comme langue liturgique.